# Golfo del Messico
Il golfo del Messico è uno dei golfi più grandi del mondo, situato nell'oceano Atlantico, tra la costa dell'America settentrionale e centrale ad ovest e il Mar dei Caraibi ad est. Nonostante il nome, ha tutte le caratteristiche di un mare, a partire dall'estensione.

## Toponomastica
Dalla Conquista spagnola del XVI secolo, il tratto di mare in questione fu definito in vari modi, tra cui Mar del Norte (questo il nome usato dall'esploratore Hernán Cortés), golfo de Nueva España, Golfo de Florida o Golfo de Cortés. Altri toponomi usati furono in latino Sinus Magnus Antilliarum (lett. "Grande golfo delle Antille") o Mare Cathaynum (lett. "Mare Cinese").
La prima attestazione di Golfo de México risale al 1550, anche se fino al XVIII secolo nelle carte dell'Ammiragliato spagnolo era chiamato Ensenada Mexicana o Seño Mexicano. A partire da quell'epoca si consolidò il nome attuale, che venne poi tradotto nelle varie lingue (in inglese Gulf of Mexico, in francese Golphe du Mexique).
A seguito di un ordine esecutivo del presidente statunitense Donald Trump, dal 20 gennaio 2025 i sistemi informativi geografici con base negli Stati Uniti d'America hanno adottato, solo per gli utenti statunitensi, esclusivamente il toponimo di Gulf of America (lett. "golfo d'America"). Per il resto del mondo, alcuni servizi come Google e Waze hanno mantenuto il nome di golfo del Messico affiancato, tra parentesi, dalla dicitura "Golfo d'America". In proposito lo stesso governo messicano ha obiettato alla decisione dell'amministrazione Trump.

## Geografia

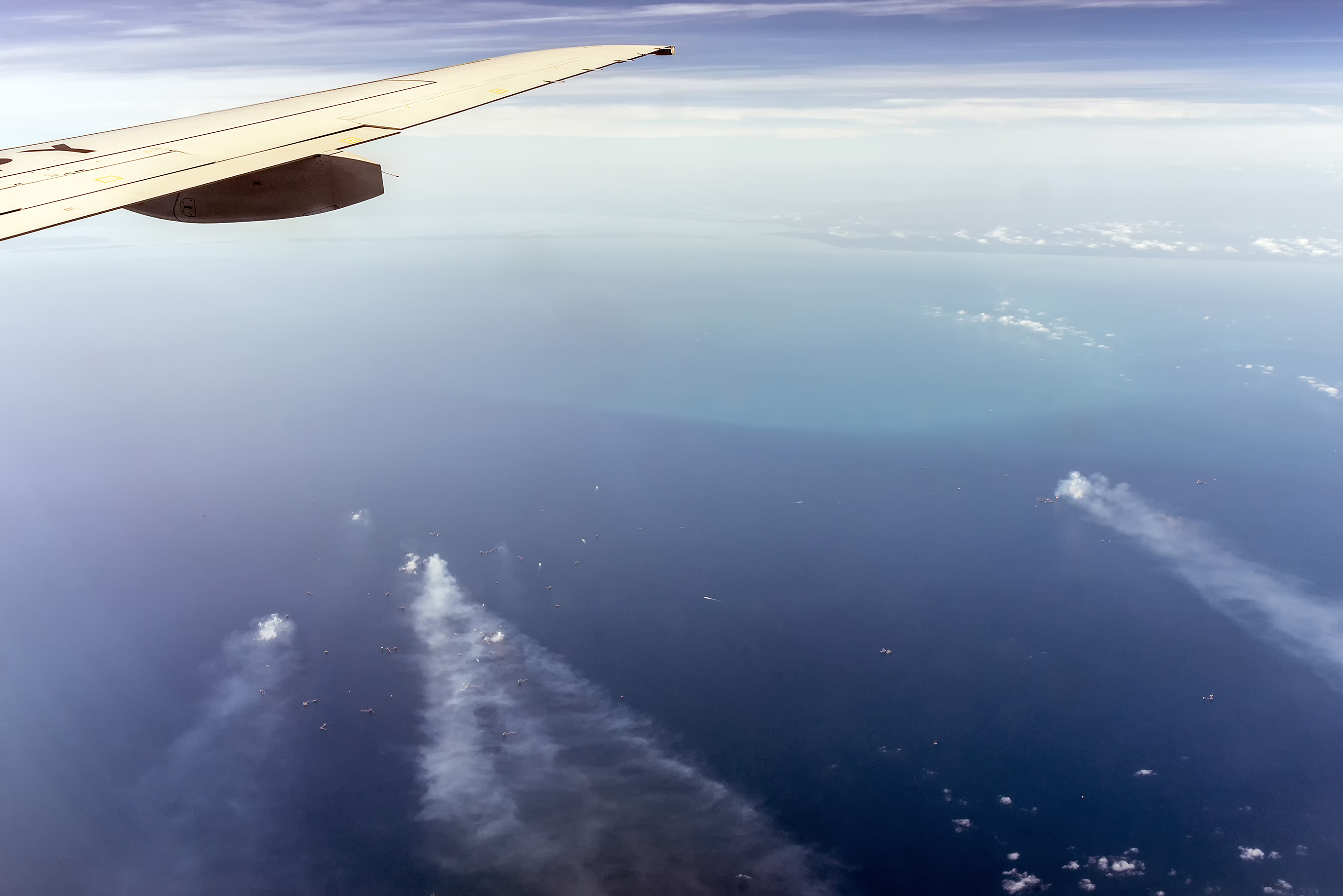
Cantarell

Situato a sud degli Stati Uniti d'America e a nord del Messico, e delimitato da due grandi penisole, quella messicana dello Yucatán e quella statunitense della Florida, comprende i litorali di undici Stati: Florida, Alabama, Mississippi, Louisiana e Texas per gli Stati Uniti, e Tamaulipas, Veracruz, Tabasco, Campeche, Yucatán e Quintana Roo per il Messico. Sul golfo si affaccia anche Cuba ed esso è collegato, a est, al Mar dei Caraibi.
L'ampia sezione del golfo compresa tra la penisola yucateca e la costa messicana assume la denominazione di baia di Campeche, mentre insieme al Mare Caraibico forma il Mediterraneo americano, espressione non riportata normalmente nelle carte, ma usata in oceanografia, geologia e biologia marina.
In esso viene generata la corrente del Golfo, che trasportando calore in senso sud-nord mitiga il clima delle coste atlantiche dell'Europa; è inoltre luogo di formazione e transito di cicloni tropicali, che qui prendono il nome di uragani, a partire da tempeste tropicali che impattano poi sovente sulla costa messicana e statunitense o sulle isole caraibiche.

## Ambiente

### Flora e fauna
Tra le specie autoctone che vivono nei fiumi e si immettono nel golfo, vi è il pesce gatto nebuloso (Ameiurus nebulosus).